# 砌块

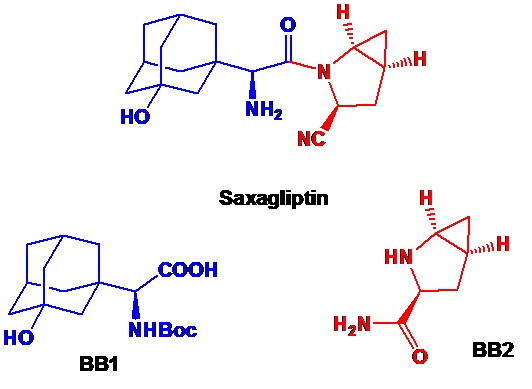
沙格列汀是一种抗糖尿病药，它可由羧酸砌块（BB1）和胺砌块（BB2）为原料来合成。

在化学领域，砌块或分子砌块是具有活性官能团的虚拟分子片段或真实的分子。砌块可用于特定分子结构的“自下而上”组装，并在纳米颗粒、金属有机框架材料、有机分子、超分子体系的构筑中有所应用，使用砌块可确保得到所需的最终产物或分子/超分子体系。